# Grenzverkehr (Film)
Grenzverkehr ist eine Filmkomödie von Stefan Betz aus dem Jahr 2005 über das Erwachsenwerden und seine Probleme.

## Handlung
Nach dem Unfalltod seines besten Freundes Ralf ist der 16-jährige Wolfgang, den seine Freunde „Wong“ nennen, zutiefst verunsichert. Zudem teilt er mit seinen Freunden   Hunter und Schilcher die Frustration, bei den Mädchen in ihrem beschaulichen niederbayerischen Heimatort einfach nicht landen zu können. Als Hunter eines Abends prophezeit, die drei Freunde hätten überhaupt keine Chance beim anderen Geschlecht, solange sie ihr „erstes Mal“ noch vor sich haben, entschließen sie sich, ein Bordell in Tschechien zu besuchen. Ihren Eltern gaukeln sie dazu vor, zum Campen an einen nahegelegenen See zu fahren. Tatsächlich verstecken sie ihre Mofas im Wald, besorgen sich heimlich schnellere Mopeds im Zweiradgeschäft von Schilchers Vater und machen sich auf den Weg zur tschechischen Grenze.  
Nach der Ankunft in Tschechien stoßen sie an der Straße auf die junge und hochschwangere Alicia aus der Ukraine. Diese hat zuvor vergeblich versucht, nach Deutschland einzureisen, um dort – so erzählt sie es den drei Jungen – zu ihrem Freund Markus zu ziehen, der angeblich bereits auf sie wartet. Umgekehrt lassen die drei sie in dem Glauben, sie seien nur zu einem kurzen Einkaufstrip nach Tschechien gekommen. Im ersten größeren Ort versucht Alicia dann, sie davon zu überzeugen, sie bei der Rückfahrt nach Deutschland über die Grenze mitzunehmen. Als diese zögern und Alicias fehlenden Helm als Grund vorgeben, entwendet diese kurzerhand einen an ein abgestelltes Motorrad angeketteten Helm, indem sie mit sicheren Griffen das Schloss löst. Doch die drei bleiben – sichtlich peinlich berührt – bei ihrer ablehnenden Haltung. Alicia begreift nun, dass die drei Jungen vorhaben, ein Bordell aufzusuchen, woraufhin sie enttäuscht und wütend abzieht. 
Auf der Suche nach einem passenden Etablissement landen die Jungen schließlich in einem etwas heruntergekommenen Bordell außerhalb des Ortes, das sich Temple of Love nennt. Hunter schluckt vor dem Betreten eine Dosis Viagra, was seine beiden Freunde kurzzeitig verwundert, aber in der Aufregung unter den dreien dann rasch keine Rolle mehr spielt. Drei Prostituierte empfangen sie freundlich und angesichts des Alters und der Unbeholfenheit der Jungen auch ein wenig belustigt. Sie bieten Hunter und Schilcher Alkohol an, während Wong als erster mit einer der drei Frauen aufs Zimmer geht. Seine große Nervosität zögert die Annäherung zwischen ihm und der Prostituierten etwas hinaus, bevor sie dann miteinander schlafen. Wong ist von der kurzen und geschäftsmäßig abgewickelten sexuellen Begegnung jedoch sichtlich enttäuscht und verwirrt.
In der Zwischenzeit hat sich Hunter, dem die Kombination aus dem eingenommenen Viagra und dem Alkohol nicht bekommen ist, im Vorraum mehrfach übergeben. Die beiden Handlanger des Zuhälters fordern daher energisch 500 Euro Schadensersatz, die die Jungen nicht aufbringen können. Kurzerhand behalten die beiden Schläger die Mopeds als Pfand und schicken die drei zu Fuß zurück in den Ort, um dort an einem Geldautomaten Bargeld abzuheben. Doch keine der mitgebrachten EC-Karten funktioniert. In dieser verzweifelten Situation treffen sie wieder auf Alicia. Sie versprechen ihr, sie nach Deutschland mitzunehmen, wenn sie ihnen dabei hilft, die am Temple of Love angeketteten Mopeds loszumachen. Doch das Manöver misslingt – die vier werden beim Versuch, das Schloss der Kette zu lösen, erwischt und in ein Nebengebäude des Bordells eingesperrt. Die ohnehin prekäre Situation der Eingesperrten verschlechtert sich weiter, als der Bordellbesitzer sowohl die Mopeds als auch die Bekleidung der Jungen an drei Inder verkauft, die damit unerkannt nach Deutschland einreisen wollen. Verzweifelt entwickelt Schilcher einen Plan, aus ihrem Gefängnis auszubrechen: Aus Benzin und verschiedenen anderen chemischen Zutaten, die er in dem offenbar als Rumpelkammer genutzten Raum vorfindet, bastelt er eine explosive Mischung, um damit das Fenster aus der Wand zu sprengen. Tatsächlich reißt die Detonation ein großes Loch, durch das die vier entkommen können – Alicia wird jedoch von den beiden Gehilfen des Zuhälters erwischt und ins Bordell zurückgebracht, während die Jungen in den angrenzenden Wald flüchten. Über die Frage, ob sie zu Fuß zurück nach Deutschland oder Alicia befreien sollen, kommt es zum Streit zwischen ihnen. Dabei gesteht Hunter, dass er sich schon länger zu Männern hingezogen fühlt – aus diesem Grund hat er auch das Viagra eingenommen. Nachdem sie für kurze Zeit getrennte Wege gegangen sind, versöhnen sich die drei wieder und beschließen, Alicia aus dem Bordell zu holen und mit nach Deutschland zu nehmen. Dazu bringen sie am Straßenschild, das auf den Temple of Love hinweist, einen Vermerk an, der kostenlose sexuelle Dienstleistungen verspricht. Als daraufhin eine große Menge potenzieller Freier in das Haus strömt und so den Zuhälter und seine beiden Gehilfen ablenkt, dringen sie durch die Hintertür ein, holen Alicia und flüchten in einem kleinen Transporter. Die beiden Schläger verfolgen sie hartnäckig in einem Kleinwagen, bis ihnen ein Fluss, in dem die Grenze zwischen Tschechien und Deutschland verläuft, den Weg versperrt. Schilcher, der den Transporter lenkt, nimmt schließlich all seinen Mut zusammen und steuert den Wagen durch eine Furt auf die andere Seite und somit in letzter Sekunde in Sicherheit.        
In der Zwischenzeit hat Wongs Vater, ein Polizist, die im Wald versteckten Mofas der drei Freunde entdeckt, die sie an ihrem Heimatort zurückgelassen haben. Als diese dann auch auf dem Handy nicht mehr erreichbar sind, beginnen die Eltern der drei Jungen, sich Sorgen zu machen. Schließlich greift Wongs Vater zu allem Überfluss noch die drei Inder in der Kleidung und mit den Mofa-Führerscheinen der Vermissten auf. 
Durch den Stress der Flucht haben bei Alicia die Wehen eingesetzt. Noch während die drei Jungen beratschlagen, was zu tun ist, bekommt sie auf der Ladefläche des Wagens ihr Baby, wobei ihr Wong nach Kräften beisteht. Nach der Geburt gesteht sie ihm, dass sie mit dem deutschen Kindsvater nur ein kurzes Verhältnis verbunden hat und sie für ihn nur eine flüchtige Affäre gewesen ist. Sie wisse nicht einmal, ob Markus überhaupt sein richtiger Name sei. Auf der Rückfahrt in den Heimatort der Jungen liegen sich Wong, Alicia und das Neugeborene dann glücklich in den Armen. Nach der Ankunft bei ihren besorgten Eltern gestehen sie sowohl den Bordellbesuch als auch die Entwendung der Mopeds aus dem Geschäft von Schilchers Vater. Hunter bringt außerdem den Mut auf, seinem Vater seine Homosexualität einzugestehen. Zum Schluss sieht man die drei Freunde, wie sie Alicias Baby fürsorglich im Kinderwagen durch den Ort schieben und dabei zum ersten Mal die Aufmerksamkeit der Mädchen auf sich ziehen.

## Kritiken
„Nach Marco Kreuzpaintners Sommersturm wieder ein starker, junger Film aus Bayern. Eine amüsante, liebenswerte Geschichte übers Erwachsenwerden und ein wunderbarer Sommerfilm!“

Das Hamburger Abendblatt lobte den Film, da dieser vom „Lokalkolorit“ lebe und sein Thema vergleichsweise sensibel behandele.